# Mart Lieder
Mart Lieder (Purmerend, 1 mei 1990) is een Nederlands voormalig voetballer die doorgaans als aanvaller speelde.

## Clubcarrière

### Jeugd
Lieder speelde in de jeugd voor De Wherevogels, FC Volendam, AFC, Hollandia en FC Purmerend. Vanaf 2010 maakte hij deel uit van het eerste team van VPV Purmersteijn, waarmee hij in zijn eerste seizoen naar de Hoofdklasse promoveerde. Daar viel hij op, en na bij FC Volendam en Vitesse op proef geweest te zijn, tekende hij een contract voor anderhalf jaar bij Vitesse.

### Vitesse
Hij debuteerde op 22 januari 2012 in de Eredivisie, als invaller voor Jonathan Reis in een thuiswedstrijd tegen N.E.C.. Dat seizoen kwam hij echter maar drie wedstrijden in actie voor Vitesse.

### RKC Waalwijk
Op 27 augustus 2012 meldde Lieder via Twitter per direct speler te zijn geworden van RKC Waalwijk. Hij tekende een contract voor twee seizoenen met een optie voor een extra seizoen. In zijn eerste seizoen was hij goed voor vijf goals in 31 wedstrijden, maar in het tweede seizoen sloeg het noodlot toe. Door een kruisbandblessure speelde Lieder slechts twee wedstrijden over het hele jaar. En tevens degradeerde RKC op zondag 18 mei 2014 uit de eredivisie na een nederlaag (over twee wedstrijden) tegen Excelsior in de play-offs.

### FC Dordrecht
Op 13 juni tekende hij voor één seizoen bij FC Dordrecht. Op 9 augustus 2014 maakte hij zijn debuut in het eerste competitieduel van het seizoen 2014/15. Lieder degradeerde met Dordrecht in het seizoen 2014/15 uit de Eredivisie. Hij speelde één seizoen bij Dordrecht en scoorde vier keer in 24 wedstrijden.

### FC Aarau
Lieder tekende op 18 juli 2015 een contract bij FC Aarau. Daarvoor maakte hij op 2 augustus 2015 zijn debuut in de Challenge League, tegen FC Biel-Bienne (2-3 verlies). Hij startte in de basis en speelde de volledige wedstrijd. Lieder eindigde dat jaar op de vierde plaats met de club. Zelf scoorde hij zes keer in 34 wedstrijden.

### FC Eindhoven
Lieder tekende in juli 2016 een contract tot medio 2018 bij FC Eindhoven, dat hem transfervrij inlijfde. Hier scoorde hij in zijn eerste jaar voor het eerst in zijn carrière meer dan tien doelpunten in een seizoen. Hij werd in het seizoen 2017/18 topscorer van de Eerste divisie met 30 doelpunten in 31 competitiewedstrijden. Hij scoorde drie hattricks dat seizoen, tegen MVV Maastricht, Jong FC Utrecht en Almere City.

### Denemarken
In de zomer van 2018 trok Lieder naar Denemarken. Hij tekende voor twee seizoenen bij SønderjyskE. Zijn vriendin Tess Wester handbalde op dat moment ook in Denemarken. Bij SønderjyskE scoorde hij vijftien doelpunten in twee seizoenen. Vervolgens maakte hij een binnenlandse overstap naar Odense BK, waar hij minder succesvol was. Hij werd daar nooit onbetwist basisspeler en scoorde maar vijf keer in dertig wedstrijden.

### FC Emmen
In de winter van 2022 keerde Lieder terug in Nederland, om bij FC Emmen te gaan voetballen. Hij tekende een contract tot de zomer van 2023. Op 29 januari maakte hij tegen Excelsior (1-0 overwinning} zijn debuut voor Emmen. In zijn vierde wedstrijd voor Emmen, op 25 februari tegen Jong Ajax, scheurde Lieder opnieuw zijn kruisband, waardoor zijn seizoen erop zat. Wel promoveerde Emmen in zijn afwezigheid naar de Eredivisie.

### Terugkeer FC Eindhoven
Nadat hij een half jaar zonder club zat, sloot hij in januari 2024 op amateurbasis aan bij FC Eindhoven. Hij bleef echter last houden van zijn blessure en beëindigde medio 2024 zijn carrière.

## Clubstatistieken
| Seizoen                       | Club            | Competitie       | Competitie | Competitie | Beker | Beker | Internationaal | Internationaal | Overig | Overig | Totaal | Totaal |
| Seizoen                       | Club            | Competitie       | Wed.       | Dlp.       | Wed.  | Dlp.  | Wed.           | Dlp.           | Wed.   | Dlp.   | Wed.   | Dlp.   |
| ----------------------------- | --------------- | ---------------- | ---------- | ---------- | ----- | ----- | -------------- | -------------- | ------ | ------ | ------ | ------ |
| 2011/12                       | Vitesse         | Eredivisie       | 3          | 0          | 0     | 0     | 0              | 0              | 0      | 0      | 3      | 0      |
| 2012/13                       | RKC Waalwijk    | Eredivisie       | 29         | 4          | 2     | 1     | 0              | 0              | 0      | 0      | 31     | 5      |
| 2013/14                       | RKC Waalwijk    | Eredivisie       | 1          | 0          | 0     | 0     | 0              | 0              | 1      | 0      | 2      | 0      |
| 2014/15                       | FC Dordrecht    | Eredivisie       | 23         | 3          | 1     | 1     | 0              | 0              | 0      | 0      | 24     | 4      |
| 2015/16                       | FC Aarau        | Challenge League | 32         | 4          | 2     | 2     | 0              | 0              | 0      | 0      | 34     | 6      |
| 2016/17                       | FC Eindhoven    | Eerste divisie   | 38         | 15         | 2     | 2     | 0              | 0              | 0      | 0      | 40     | 17     |
| 2017/18                       | FC Eindhoven    | Eerste divisie   | 31         | 30         | 2     | 1     | 0              | 0              | 0      | 0      | 33     | 31     |
| 2018/19                       | SønderjyskE     | Superligaen      | 25         | 6          | 2     | 0     | 0              | 0              | 8      | 1      | 35     | 7      |
| 2019/20                       | SønderjyskE     | Superligaen      | 24         | 6          | 2     | 2     | 0              | 0              | 0      | 0      | 26     | 8      |
| 2020/21                       | Odense BK       | Superligaen      | 11         | 1          | 1     | 0     | 0              | 0              | 0      | 0      | 12     | 1      |
| 2021/22                       | Odense BK       | Superligaen      | 15         | 2          | 3     | 2     | 0              | 0              | 0      | 0      | 18     | 4      |
| 2021/22                       | FC Emmen        | Eerste divisie   | 4          | 0          | 0     | 0     | 0              | 0              | 0      | 0      | 4      | 0      |
| 2022/23                       | FC Emmen        | Eredivisie       | 0          | 0          | 0     | 0     | 0              | 0              | 0      | 0      | 0      | 0      |
| 2023/24                       | FC Eindhoven    | Eerste divisie   | 12         | 1          | 0     | 0     | 0              | 0              | 0      | 0      | 12     | 1      |
| Carrière totaal               | Carrière totaal | Carrière totaal  | 248        | 72         | 17    | 11    | 0              | 0              | 9      | 1      | 274    | 84     |
| Bijgewerkt op 2 december 2024 |                 |                  |            |            |       |       |                |                |        |        |        |        |

## Privé
Mart Lieder heeft sinds 2017 een relatie met de handbalster Tess Wester. Het stel trouwde op 22 juni 2022. Ze kregen eind 2022 hun eerste kind.